# ペンジン人
ペンジン人（ペンジンじん、英：Penjin）は、ユカギールの居住地において西南方面に住んでいた部族の一つで、現在は存在していない。

## 概要
失われた12のユカギール民族の一つとされるが、詳しいことは判明していない。